# Torreon (contea di Torrance)
Torreon è un census-designated place (CDP) degli Stati Uniti d'America della contea di Torrance nello Stato del Nuovo Messico. La popolazione era di 237 abitanti al censimento del 2010. Fa parte dell'area metropolitana di Albuquerque.

## Geografia fisica
Secondo lo United States Census Bureau, il CDP ha una superficie totale di 21,36 km², dei quali 21,36 km² di territorio e 0 km² di acque interne (0% del totale).

## Storia
Torreon è costruita sul sito di un vecchio pueblo dei Piro, uno dei più settentrionale dei pueblos Salinas. Il sito dei Piro fu occupato prima dell'arrivo degli spagnoli nel XVI secolo, ma divenne parte del distretto di Salinas, un gruppo di città missionarie sul lato est dei Monti Manzano. Quando gli Apache si spostarono verso sud lungo il bordo delle Montagne Rocciose, verso la metà del XVII secolo, queste missioni dovettero diventare più difendibili. Tuttavia, nel 1677 il sito di Torreon era stato abbandonato. La sua popolazione variava tra i 608 e 836 abitanti.
Torreon fu reinsediata nella primavera del 1841 da Nino Antonio Montoya e altri ventisei agricoltori con una concessione del prefetto del Distretto Centrale del Nuovo Messico. Il Torreon Grant prese il nome dalle torri difensive costruite a Manzano, 6,6 miglia a sud, e consisteva in un'area di circa tre miglia est-ovest di sei miglia nord-sud. Le incursioni degli Apache rimasero un serio problema fino a dopo la guerra civile e la nomina di Edward Hatch come comandante del distretto militare del Nuovo Messico.

## Società

### Evoluzione demografica
Secondo il censimento del 2010, la popolazione era di 237 abitanti.

### Etnie e minoranze straniere
Secondo il censimento del 2010, la composizione etnica del CDP era formata dal 61,6% di bianchi, lo 0,42% di afroamericani, lo 0,84% di nativi americani, lo 0% di asiatici, lo 0% di oceanici, il 34,18% di altre razze, e il 2,95% di due o più etnie. Ispanici o latinos di qualunque razza erano il 72,15% della popolazione.